# NGC 3445
NGC 3445 is een balkspiraalstelsel in het sterrenbeeld Grote Beer. Het hemelobject ligt 99 miljoen lichtjaar van de Aarde verwijderd en werd op 8 april 1793 ontdekt door de Duits-Britse astronoom William Herschel.

## Synoniemen
- UGC 6021
- IRAS 10515+5715
- MCG 10-16-23
- VV 14
- ZWG 291.11
- Arp 24
- KCPG 256A
- PGC 32772